# Ernesto Maceda
Ernesto Maceda (Pagsanjan, 26 maart 1935 – Quezon City, 20 juni 2016) was een Filipijns politicus. Maceda vervulde diverse ministerposten in de regering van Ferdinand Marcos. Van 1971 tot 1972 en van 1987 tot 1998 was hij senator. De laatste twee jaar van de tweede periode was hij bovendien president van de Filipijnse Senaat.

## Biografie
Ernesto Maceda werd geboren op 26 maart 1935 in Pagsanjan in de Filipijnse provincie Laguna. Zijn ouders waren decaan Antonio Maceda en Corazon Madarang. Maceda studeerde aan de Ateneo de Manila University. In 1952 behaalde hij er magna cum laude een Associate of Arts-diploma en in 1956 voltooide hij cum laude zijn bachelor-diploma. In 1957 slaagde hij bovendien als een van de top-notchers (top tien) voor het toelatingsexamen van de Filipijnse balie. Aansluitend vervolgde hij zijn rechtenstudie aan Harvard University in de Verenigde Staten. Daar behaalde hij in 1957 een master-diploma. In 1963 voltooide Maceda zijn doctoraalstudie rechten aan Harvard.
Maceda begon zijn carrière als professor in de rechten aan de Ateneo de Manila University van 1957 tot 1958 en de University of Manila van 1959 tot 1961. In 1958 werd hij bovendien met de meeste stemmen gekozen tot raadslid van de Filipijnse hoofdstad Manilla, met een termijn tot 1964. Tijdens deze periode deed Maceda namens het 2e kiesdistrict van Manillabij de verkiezingen van 1961 zonder succes mee aan de verkiezingen voor een zetel in het Filipijns Huis van Afgevaardigden. In 1965 maakte hij deel uit van het campagneteam van Ferdinand Marcos tijdens diens succesvolle presidentscampagne en in 1966 werd hij door Marcos benoemd tot Secretary of Presidential Arm and Development. In 1968 volgde een benoeming tot Executive Secretary van het kabinet van Marcos.
Bij de verkiezingen van 1971 werd hij gekozen in de Filipijnse Senaat. Zijn termijn in de senaat kwam achter voortijdig ten einde toen het Filipijns Congres na het uitroepen van de staat van beleg in 1972 werd opgeheven. Van 1973 tot 1978 was Maceda de belangrijkste partner van het Maceda Law Firm. Ook was hij in deze periode directeur van diverse Filipijnse bedrijven zoals Phils Charity Sweepstakes, Lepanto Consolidated Mining, United Labatories en Atlas Fertilizers. Nadien vertrok Maceda naar de Verenigde Staten. Daar had hij van 1979 tot 1985 samen met Tolentino een advocatenkantoor. Van 1980 tot 1983 was hij advocaat van de in ballingschap levende oppositieleider Benigno Aquino jr.. Na de moord op Aquino bij diens terugkeer in Manilla in 1983 keerde Maceda terug naar de Filipijnen.
Na de val van Marcos werd hij nog twee termijnen gekozen in de Filipijnse Senaat. Van 1996 tot 1998 was Maceda president van de Filipijnse Senaat.
Bij de verkiezingen van 1998 was hij zonder succes kandidaat voor het burgemeesterschap van Manilla. Van 1999 tot 2001 was hij Filipijns ambassadeur bij de Verenigde Naties. Bij de verkiezingen van 2004 was Maceda opnieuw kandidaat voor een zetel in de Filipijnse Senaat. Hij behaalde bij deze verkiezingen met een veertiende plek niet voldoende stemmen voor een van de twaalf beschikbare zetels. Bij de verkiezingen van 2013 deed Maceda opnieuw zonder succes mee aan de senaatsverkiezingen.
Maceda kreeg in juni 2016 een lichte beroerte na een operatie aan zijn galblaas en overleed twee dagen later op 81-jarige leeftijd in St. Luke's Medical Center. Hij was getrouwd met Marichu Vera Perez. Samen kregen ze vijf kinderen.

### Boeken
- Wilfredo P. Valenzuela (1968), Know Them: A Book of Biographies, Volume 3, Dotela Publications, Manilla
- D.H. Soriano, Isidro L. Retizos (1981), The Philippines Who's who, 2nd ed. Who's Who Publishers, Manilla
- Bowker-Saur (1991), Who's Who in Asian and Australasian Politics, Bowker-Saur, Londen
- Mahal Kong Pilipinas Foundation, Inc (1994), Who's who in Philippine Government, Mahal Kong Pilipinas Foundation, Inc, Quezon City

### Websites
- Ayee Macaraig, Ernesto Maceda: ‘Voters miss brilliant senators’, Rappler.com (4 januari 2013)
- Biografie van Ernesto Maceda, website Filipijnse Senaat (geraadpleegd op 11 september 2015)
- Chan Robles Law Firm, Lijst met Filipijnse advocaten - M, website Chan Robles Law Firm (geraadpleegd op 11 september 2015)
- Ex-Senate president Ernesto Maceda dead at 81, The Philippine Inquirer (20 juni 2016)

- International Standard Name Identifier: 0000 0000 3526 244X
- Library of Congress Control Number: n97903866
- Virtual International Authority File: 23905070
- WorldCat: E39PBJqK7HhGQg9mrmmYtyyTpP